# Dębrzyno
Dębrzyno (dodatkowa nazwa w j. kaszub. Debrzno; niem. Debrino) – osada leśna w Polsce położona w województwie pomorskim, w powiecie kościerskim, w gminie Kościerzyna na terenie Wdzydzkiego Parku Krajobrazowego. Wchodzi w skład sołectwa Juszki. 
W latach 1975–1998 miejscowość administracyjnie należała do województwa gdańskiego.
W Dębrzynie znajduje się ośrodek wypoczynkowy.